# Hospice de Châtillon-sur-Chalaronne
L'hospice de Châtillon-sur-Chalaronne est un ancien établissement hospitalier implanté au moins depuis le XIIIe siècle et qui a été reconstruit au XVIIIe siècle qui se dresse sur le territoire de la commune française de Châtillon-sur-Chalaronne, dans le département de l'Ain, en région Auvergne-Rhône-Alpes. Il abrite aujourd'hui une partie du musée Traditions et Vie.
L'ancien hôpital, propriété de la commune, est partiellement classé aux monuments historiques.

## Historique
L'hospice est un ancien hôpital, construit à partir de 1727 en remplacement d'un bâtiment plus ancien.
L’apothicairie a été entièrement réalisée en 1814.

## Description
L'ancien hôpital a été reconstruit au XVIIIe siècle autour d'une tour des remparts de la ville, transformée en chapelle. Les bâtiments construits en brique s'intègrent parfaitement à la ville médiévale.
L'ouvroir des sœurs présente une collection de costumes traditionnels. L'apothicairerie de l'hospice abrite notamment des boiseries du XIXe siècle, et 120 pots en faïences de Meillonnas. La tisanerie conserve un Triptyque de la Lamentation datant de 1527 et classé au titre objet aux monuments historiques.

## Protection aux monuments historiques
Les façades et toitures, deux escaliers avec leur rampe en fer forgé et leur cage ; au rez-de-chaussée : la chapelle, deux salles de malades avec leur grille, l'apothicairerie avec ses armoires à pots, la pièce avec ses armoires servant actuellement de salle de réunion, les pièces servant actuellement de salle à manger, sont classés au titre des monuments historiques par arrêté du 25 novembre 1982.

## Le musée
Ouvert en 1996, le musée Tradition et Vie est situé dans les anciens bâtiments du couvent des Ursulines. Depuis 2021, celui-ci est situé au cœur de l'Hôtel Dieu.